# Michał Szopski

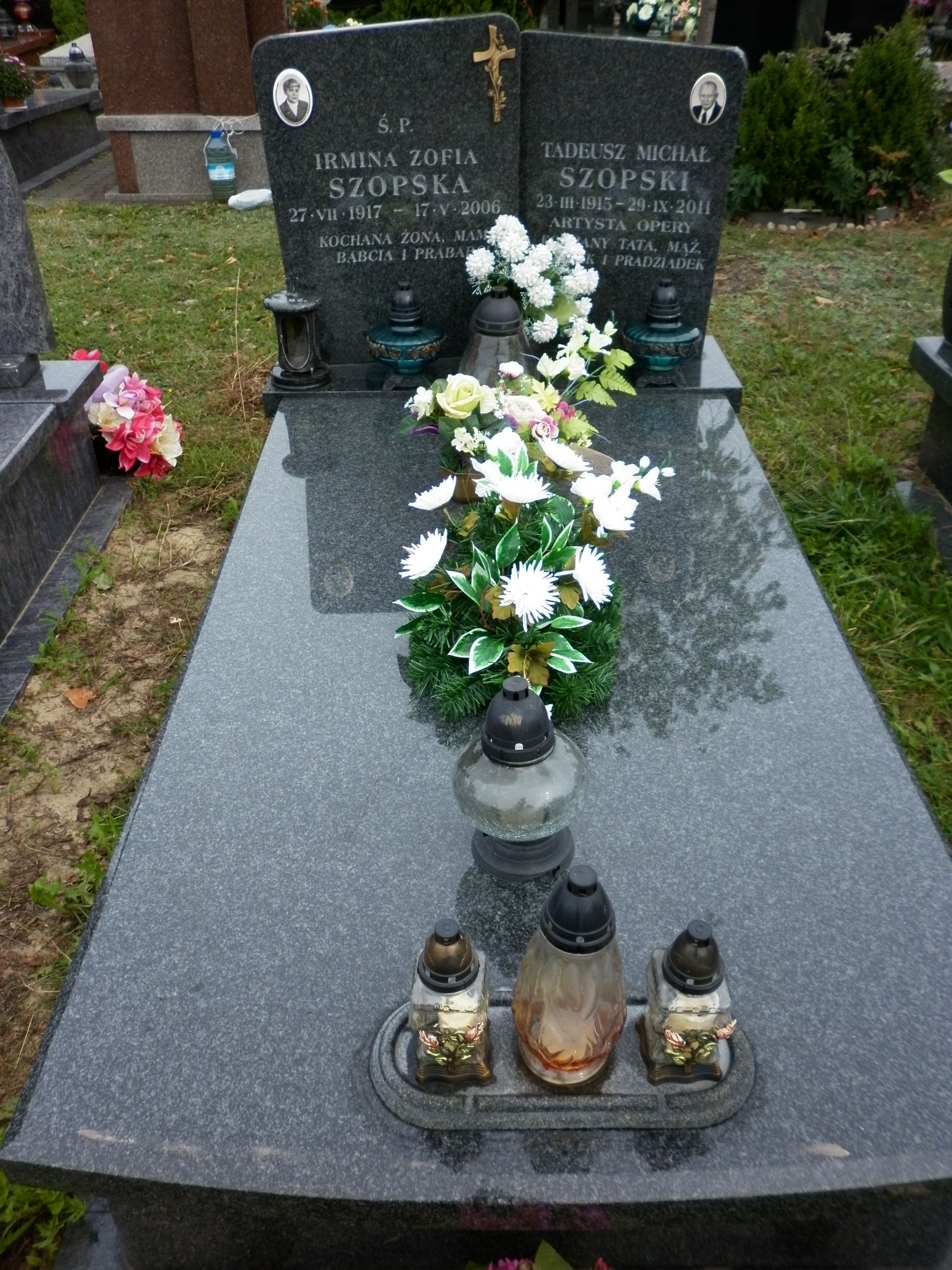
Grób artysty na cmentarzu Komunalnym Północnym w Warszawie

Tadeusz Michał Szopski (ur. 23 marca 1915 w Warszawie, zm. 29 września 2011 tamże) – polski śpiewak operowy (tenor).

## Życiorys
Syn Wincentego, brat Kazimierza, bratanek Felicjana Szopskiego, znanego przedwojennego kompozytora i krytyka. Studiował chemię na Politechnice Warszawskiej i podjął pracę w Instytucie Metalurgii i Metaloznawstwa. Jednocześnie śpiewał w chórze przy Katedrze św. Jana i zdobywał wykształcenie wokalne pod kierunkiem pedagoga Grzegorza Orłowa. W latach 1936–1937 odbywał służbę wojskową w Podchorążówce w Pułtusku. Naukę kontynuował w Konserwatorium Warszawskim i w Studium Operowym przy Teatrze Wielkim. Zawodową karierę śpiewaczą rozpoczął w Teatrze Wielkim w 1938, grając Jontka w operze Halka Stanisława Moniuszki. Do wybuchu II wojny światowej występował m.in. w Filharmonii Warszawskiej i w Polskim Radiu. 
W czasie okupacji niemieckiej zajmował się produkcją mydła (miał za sobą studia chemiczne) oraz śpiewał m.in. w kawiarni „Gospoda Włóczęgów” przy Al. Jerozlimskich 4. W powstaniu warszawskim walczył na Żoliborzu. 
Po wojnie odbywał służbę, w stopniu kapitana, został zaangażowany do Zespołu Pieśni Centralnego Domu Wojska Polskiego i równolegle występował na Scena Muzyczno-Operowej Miejskich Teatrów Dramatycznych. Zdemobilizowany w 1947 jako stypendysta Ministerstwa Kultury i Sztuki doskonalił swe umiejętności wokalne w Mediolanie u Margot Kaftal. Po powrocie został zaangażowany do Państwowej Opery w Warszawie, w której występował do 1962. W latach 1962–1972 był solistą, od 1966 także dyrektorem Państwowej Opery Objazdowej. Na przełomie lat 1970–1971 jego Opera Objazdowa występowała przez ponad dwa miesiące w nowo otwartym Domu Kultury w Jaśle. Michał Szopski wystąpił wtedy w operach Stanisława Moniuszki w roli Jontka w operze Halka i Stefana w operze Straszny dwór. Orkiestrą dyrygowała Danuta Kołodziejska-Lasota. W operze Straszny dwór w roli Skołuby występował Kazimierz Poreda. Podczas tej serii występów wystawiono także opery Rigoletto Verdiego, Sprzedana narzeczona B.Smetany, Madame Butterfly G. Pucciniego. Śpiewał gościnnie na innych scenach operowych w kraju, a także we Francji, Niemczech, Włoszech, ZSRR, Rumunii i na Węgrzech. Dla wytwórni fonograficznej Polskie Nagrania „Muza” nagrał płytę LP „Arie - Pieśni” nr katalogowy: SX1356. 
W latach 1973–1976 był opiekunem wokalnym solistów Centralnego Zespołu Artystycznego Wojska Polskiego. W 1976 objął klasę śpiewu w Państwowej Wyższej Szkole Muzycznej, którą prowadził do 1980. Jego wychowankiem był znakomity tenor Bogusław Morka. W latach 1981–1992 był pedagogiem chóru Teatru Wielkiego. 
Zmarł w Warszawie, pochowany na cmentarzu Komunalnym Północnym (kwatera S-III-10-9-12).

## Ordery i odznaczenia
- Krzyż Oficerski Orderu Odrodzenia Polski (18 kwietnia 1956)[3]
- Krzyż Kawalerski Orderu Odrodzenia Polski[8]
- Złoty Krzyż Zasługi (15 lipca 1954)[4]
- Medal 10-lecia Polski Ludowej (19 stycznia 1955)[13]
- Odznaka „Zasłużony Działacz Kultury”[7]